# 朝阳寺水库
朝阳寺水库是中国湖北省襄阳市宜城市境内的一座水库，位于汉江支流上，建于1968年。水库正常库容为905万立方米，集雨面积为12平方千米，海拔为196米。